# Phalaenopsis floresensis
Phalaenopsis floresensis är en orkidéart som beskrevs av Jack Archie Fowlie. Phalaenopsis floresensis ingår i släktet Phalaenopsis och familjen orkidéer. Inga underarter finns listade i Catalogue of Life.